# Хорнсби Бенд (Тексас)
Хорнсби Бенд (енгл. Hornsby Bend) насељено је место без административног статуса у америчкој савезној држави Тексас.

## Демографија
По попису из 2010. године број становника је 6.791.
| Група             | 2000.    | 2010.         |
| Белци             | 0 (0,0%) | 770 (11,3%)   |
| Афроамериканци    | 0 (0,0%) | 1.848 (27,2%) |
| Азијати           | 0 (0,0%) | 51 (0,8%)     |
| Хиспаноамериканци | 0 (0,0%) | 4.089 (60,2%) |
| Укупно            | 0        | 6.791         |